# Diplosolen obelium
Diplosolen obelium is een mosdiertjessoort uit de familie van de Plagioeciidae. De wetenschappelijke naam van de soort is voor het eerst geldig gepubliceerd in 1838 door Johnston.